# Oxystomina oxycaudata
Oxystomina oxycaudata är en rundmaskart. Oxystomina oxycaudata ingår i släktet Oxystomina, och familjen Oxystominidae. Arten är reproducerande i Sverige.